# Chambre des Pairs

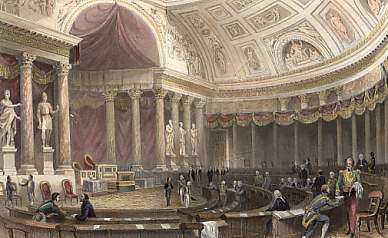
Der Sitzungssaal der Chambre des Pairs im Palais du Luxembourg (1841)

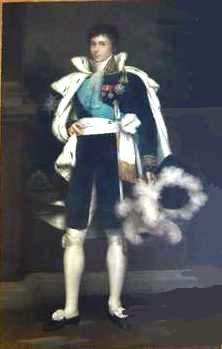
Der 7. Marquis de Vibraye in der blau-weißen Uniform eines Mitgliedes der Chambre des Pairs

Die Chambre des Pairs (Pairskammer) war von 1814 bis 1848, mit einer kurzen Unterbrechung während der Hundert Tage des Napoleon Bonaparte, das Oberhaus des Französischen Parlaments. Das Parlament umfasste außerdem das Unterhaus, die Chambre des Députés (Abgeordnetenkammer) genannt wurde, und den Monarchen selbst. Die Chambre des Pairs bestand aus zwei Mitgliederklassen, deren Angehörige aber nicht durch allgemeine Wahlen bestimmt wurden, nämlich aus Erzbischöfen und Bischöfen der katholischen Kirche in Frankreich, die als Geistliche Pairs (Pairs Spirituel) bezeichnet wurden, sowie aus Pairs, die Weltliche Pairs (Pairs Temporel) genannt wurden. Die Geistlichen Pairs hatten ihren Sitz so lange inne, wie sie ihre kirchlichen Ämter innehatten; die weltlichen Pairs dagegen hatten ihren Sitz auf Lebenszeit inne.
Die Chambre des Pairs wurde mit der Verfassung des Königreichs Frankreich vom 4. Juni 1814 eingeführt und bestand beinahe ununterbrochen bis 1848. Sie wurde 1848 durch die Revolutionsregierung abgeschafft, die während der Februarrevolution 1848 an die Macht kam. Die Befugnisse waren jedoch stets gering, und sie war mit weniger Kompetenzen ausgestattet als die Chambre des Députés. Keinen Einfluss hatte das Oberhaus auf alle Gesetze zur Regelung von Finanzfragen, darunter auch auf den Staatshaushalt. Weitere Reformen wurden im Zug der Julimonarchie von 1830 durchgeführt, die das automatische Erbrecht der erblichen Pairs am Sitz im Oberhaus beseitigten. Nur eine kleine Anzahl erblicher Pairs behielten ihre Sitze, weil sie eines der Großämter der Krone Frankreichs (Grand office de la couronne de France) innehatten. Weitere Pairs wurden aus einer Reihe von Bürgern vom König ins Oberhaus berufen.
Die Chambre des Pairs verfügte einst über rechtsprechende Befugnisse. Die rechtsprechenden Funktionen des Oberhauses wurden aber nicht von der gesamten Kammer ausgeübt, sondern von einer recht kleinen Gruppe von Mitgliedern mit Rechtserfahrung. Sie verhängte unter anderem gegen Feldmarschall Michel Ney am 6. Dezember wegen Hochverrats ein Todesurteil, das am 7. Dezember 1815 im Pariser Jardin du Luxembourg durch Erschießung vollstreckt wurde.
Die Chambre des Pairs trat im Palais du Luxembourg zusammen, in dem heute der französische Senat seinen Sitz hat.

## Geschichte
Der Titel Pair (französisch von lateinisch par ‚gleich‘) bezeichnet seit dem 13. Jahrhundert politisch privilegierte Hochadelige in Frankreich. Der Status eines Pairs von Frankreich war der höchste im französischen Adel und wurde vom König verliehen. Der Titel wurde 1789 zu Beginn der Französischen Revolution erstmals abgeschafft, jedoch während der Restauration der Bourbonen mit der charte constitutionnelle von 1814 wieder eingeführt.
Nach dem Sturz Napoleons, proklamiert am 3. April 1814 durch den Senat und die gesetzgebende Versammlung, und seiner Abdankung in Fontainebleau, bereitete sich Ludwig XVIII. darauf vor, den Thron von Frankreich zu besteigen. Nach langen Diskussionen entstand die charte constitutionnelle, welche am 4. Juni 1814 erlassen wurde.
Diese Charta ersetzte den napoleonischen Senat durch eine Pairskammer, dessen Mitglieder vom König ernannt wurden. Die Kammer hatte eine theoretisch unbegrenzte Anzahl von Mitgliedern, welche entweder lebenslang nominiert wurden oder einen erblichen Sitz hatten. Die Prinzen von Geblüt waren Pairs von Geburt an. Die Präambel der Charta deklarierte die Pairskammer als eine symbolische Brücke zwischen dem Ancien Regime und den neuen Ideen der Revolution.
Als Zeichen der Kontinuität befanden sich im Oberhaus mehrere führenden Persönlichkeiten der Napoleonischen Ära: von 149 Pairs waren 103 ehemalige Senatoren oder Marschalle des untergegangenen Kaiserreiches. Gleichgültig ob vom neuen oder alten System schwören sämtliche Pairs ihre Loyalität dem König gegenüber in der ersten Sitzung der Kammer am 4. Juni 1814 und der Verlautbarung der Verfassungscharta.
Zum Sitz wurde die ehemalige königliche Nebenresidenz Palais du Luxembourg ausgewählt. Vorsitzender war der Kanzler von Frankreich. In seiner Abwesenheit wurde er von einem Pair vertreten, welcher vom König für die Dauer ernannt wurde.
Die Charta etablierte ein parlamentarisches System, in dem die gesetzgebende Gewalt vom König, dem Oberhaus und der Abgeordnetenkammer ausgeübt wurde. Der König konnte Gesetze einbringen, die dann von beiden Kammern diskutiert wurden. Der Staatshaushalt musste jedoch von der Abgeordnetenkammer diskutiert werden. Dieses Zweikammersystem etablierte sich in der französischen Politik von nun an bleibend.
Am 9. März 1819 ernannte König Ludwig XVIII. in einem Pairsschub sechzig neue Pairs, um eine Mehrheit für die Reformen Herzog Élies in der Kammer zu sichern.

## Definition
Artikel 24–34 der Verfassung definierte die Rolle, Zusammensetzung und Gesetze für die Pairskammer. Die Kammer war das Vertretungsorgan des Adels und somit im Gesetzgebungsverfahren beteiligt. Sie konnte vom König zur gleichen Zeit mit der Abgeordnetenkammer gemeinsam einberufen werden. Die Sitzungsperioden begannen und endeten für beide Kammern je zur gleichen Zeit. Eine Versammlung der Pairskammer außerhalb der Session der Abgeordnetenkammer war nicht erlaubt, es sei denn, sie wurde vom König befohlen. Der König ernannte den Pair entweder auf Lebenszeit oder verlieh die erbliche Würde. Ein Pair konnte vom König abberufen werden. Zutritt zur Kammer hatte ein Pair mit 25 Jahren, eine Deliberativstimme erhielte er erst mit 30 Jahren. Mitglieder der königlichen Familie und Prinzen von Geblüt waren durch ihr Geburtsrecht Pairs. Die Prinzen konnten jedoch ihren Sitz nur auf Befehl des Königs für eine Sitzung einnehmen. Sitzungen der Kammer waren bis 1830 geheim, also der Öffentlichkeit nicht zugänglich. Die Kammer hatte auch eine gerichtliche Funktion, da sie über das Verbrechen des Hochverrates und die Gefährdung der Staatssicherheit befinden konnte. Ein Pair genoss Immunität vor strafrechtlichen Untersuchungen, konnte jedoch durch die Kammer selber verhaftet und durch sie gerichtet werden.

## Während der Hundert Tage
Nach der Rückkehr Napoleons zur Macht im März 1815 regelte die Verfassungsergänzung vom 22. April, dass die Pairskammer eine andere Struktur, als unter den Bourbonen eingerichtet, haben solle. Sie hatte Jean-Jacques Régis de Cambacérès als Vorsitzenden und acht Familienmitglieder Napoleons und zirka 100 weitere adlige Persönlichkeiten als Mitglieder.